# 각운동량 결합
각운동량 결합(영어: angular momentum coupling)은 서로 다른 각운동량들이 결합해 에너지를 변화시키는 것이다.

## 스핀-궤도 결합

### L-S 결합
헨리 노리스 러셀과 프레더릭 앨버트 손더스가 연구한 것으로 러셀-손더스(R-S) 결합이라고도 한다.

### jj 결합
무거운 원소에서 나타나는 결합이다.

## 같이 보기
- 스핀-궤도 결합
- 회전-진동 결합
- 회전-진동 분광학
- 진동-전자 상호 작용
- 회전-진동-전자 상호 작용